# Exposición Internacional de Plovdiv (1981)
La Exposición Especializada de Plovdiv de 1981 fue regulada por la Oficina Internacional de Exposiciones y tuvo lugar del 14 de junio al 12 de julio de dicho año en la ciudad búlgara de Plovdiv. La exposición tuvo como tema "la caza, la pesca y el hombre en la sociedad". Tuvo una superficie de 51 hectáreas. La candidatura de la muestra se presentó el 12 de junio de 1980.